# À travers le Morbihan 1991
À travers le Morbihan 1991, seconda edizione della corsa con questo nome e sedicesima in totale, si svolse il 1º giugno su un percorso di 208 km, con partenza e arrivo a Plumelec. Fu vinta dal francese Bruno Cornillet della Z-Peugeot davanti al belga Peter De Clercq e al danese Søren Lilholt.

## Ordine d'arrivo (Top 10)
| Pos. | Corridore                   | Squadra             | Tempo    |
| ---- | --------------------------- | ------------------- | -------- |
| 1    | Bruno Cornillet             | Z-Peugeot           | 5h46'00" |
| 2    | Peter De Clercq             | Lotto-Superclub     |          |
| 3    | Søren Lilholt               | Histor-Sigma        |          |
| 4    | Frankie Pattyn              | Collstrop-Isoglass  |          |
| 5    | Luc Leblanc                 | Castorama-Raleigh   |          |
| 6    | Patrick Verschueren         | Lotto-Superclub     |          |
| 7    | Clayton Stevenson           | R.M.O.              |          |
| 8    | Jose Antonio Davoz Sarasola | Paternina-Don Zoilo |          |
| 9    | Romes Gainetdinov           | Festina-Lotus       |          |
| 10   | Fabrice Naessens            | Lotto-Superclub     |          |